# Phelsuma parkeri
Phelsuma parkeri är en ödleart som beskrevs av  Arthur Loveridge 1941. Phelsuma parkeri ingår i släktet Phelsuma och familjen geckoödlor. Inga underarter finns listade i Catalogue of Life.